# Штеллер, Павел Павлович
Па́вел Па́влович Ште́ллер (1 [14] января 1910, Санкт-Петербург — 4 февраля 1977, Москва) — советский архитектор, градостроитель и преподаватель; в 1930-х годах — пловец и ватерполист.
Заслуженный архитектор РСФСР (1971). Лауреат Ленинской (1962) и Сталинской премии третьей степени (1951).

## Биография
Родился в семье оперных артистов. В юности увлекался плаванием, достиг высоких спортивных результатов. В 1936 году окончил архитектурный факультет ЛИЖСА имени И. Е. Репина, получил специальность архитектора-художника. Ещё во время обучения начал работать помощником у ряда ведущих ленинградских архитекторов: в мастерской Е. А. Левинсона и И. И. Фомина работал над проектом ленинградской гостиницы «Интурист», помогал Н. А. Троцкому в выполнении проекта Дома Советов. В 1937 году П. П. Штеллер вместе с сокурсниками В. Е. Ассом и В. В. Лебедевым начал работать в мастерской своего институтского преподавателя Л. В. Руднева, который в то время в основном проектировал для Москвы. Во время работы у Руднева принял участие в ряде его проектов, начал самостоятельное проектирование.
С началом войны остался в блокадном Ленинграде, работал на строительстве оборонных сооружений, занимался спасением ценностей Эрмитажа. В 1942 году был вывезен из города по дороге жизни и в том же году начал работать в Москве в мастерской Л. В. Руднева в Академии архитектуры. С 1945 по 1948 год совместно с В. В. Лебедевым был руководителем авторской группы в проектно-техническом бюро при Академии архитектуры СССР. В 1948 году перешёл на работу в Мосгорпроект, в дальнейшем преобразованный в Моспроект. В 1961—1962 годах руководил районной архитектурно-проектной мастерской № 18 Моспроекта. В 1968—1972 годах руководил мастерской, осуществлявшей проектирование новой московской магистрали — Новокировского проспекта. В 1969—1971 годах возглавлял мастерскую № 10 Моспроекта-2.
В 1951 году за проект здания гостиницы «Советская» (выполнен совместно с В. В. Лебедевым и И. И. Ловейко) получил Сталинскую премию. С конца 1950-х годов входил в состав авторской группы архитекторов, занимавшихся строительством Дворца съездов в Кремле, затем в составе авторских коллективов, возглавляемых Д. Н. Чечулиным, занимался проектированием гостиницы «Россия» и Дома Советов РСФСР (являлся заместителем руководителя мастерской по архитектурно-творческим вопросам). За участие в проектировании и строительстве Кремлёвского дворца съездов в 1962 году был удостоен Ленинской премии. Помимо архитектурной деятельности, на протяжении многих лет П. П. Штеллер преподавал сначала в МВХПУ, а затем в МГАХИ имени В. И. Сурикова, активно публиковался в архитектурных журналах.
С 1938 года состоял членом Союза архитекторов СССР. Принимал участие в работе Государственного комитета по гражданскому строительству и архитектуре СССР. Член Советского комитета по культурным связям с соотечественниками за границей.
В 1950-х — начале 1960-х годов жил в Москве по адресу: улица Чехова, дом 8. С 1963 года жил в Доме Электродного завода на набережной Москвы-реки. Умер в Москве 4 февраля 1977 года. Похоронен на Введенском кладбище (25 уч.).

## Архитектурные работы
- Участие в проектировании гостиницы «Интурист» под руководством Е. А. Левинсона и И. И. Фомина (1930-е, Санкт-Петербург, Петровская набережная), построена по изменённому проекту;
- Участие в проектировании Дома Советов под руководством Н. А. Троцкого (1930-е, Санкт-Петербург, Московский проспект, 212);
- Реконструкция дома отдыха Архфонда, совместно с В. В. Лебедевым (1930-е, Петергоф);
- Участие в проектировании административного здания под руководством Л. В. Руднева (1930-е — начало 1940-х, Москва, Фрунзенская набережная, 22), сейчас — здание Главного штаба сухопутных войск России;
- Генеральная схема и эскиз центра Воронежа, в составе коллектива авторов (1940-е);
- Серия проектов колхозного жилища для восстанавливаемых районов, в составе коллектива авторов (1940-е);
- Жилой дом, совместно с В. В. Лебедевым (1950—1951, Москва, Новоспасский переулок, дом 3, корпус 2)[11]
- Реконструкция бывшей городской усадьбы Воронцовых-Раевских под размещение Министерства пищевой промышленности РСФСР, совместно с В. В. Лебедевым и И. В. Шервудом (1951, Москва, улица Петровка, 12-16);
- Гостиница «Советская», совместно с И. И. Ловейко и В. В. Лебедевым (1951, Москва, Ленинградский проспект, 32);
- Архитектурная часть памятника М. Горькому, совместно с В. В. Лебедевым, скульптор В. И. Мухина (1952, Нижний Новгород, площадь Горького);
- Павильон «Центральные чернозёмные области», совместно с В. В. Лебедевым (1952—1954, Москва, ВДНХ), с 1980-х — павильон «Потребительская кооперация» (№ 60);
- Станция метро «Проспект Мира», совместно с В. В. Лебедевым (1958, Москва);
- Кремлёвский дворец съездов, совместно с М. В. Посохиным, А. А. Мндоянцем, Е. Н. Стамо, Н. М. Щепетильниковым (1958—1961, Москва, Кремль);
- Реконструкция Смоленской площади, совместно с В. Г. Гельфрейхом, В. В. Лебедевым, при участии В. Н. Жадовской и А. И. Кузьмина (1950-е, Москва);
- Гостиница «Россия», в составе авторского коллектива под руководством Д. Н. Чечулина (1964—1967, Москва), не сохранилась;
- Дома Советов РСФСР, в составе авторского коллектива под руководством Д. Н. Чечулина (1965—1977, Москва, Краснопресненская набережная, 2);
- Проект прокладки Новокировского проспекта, руководство авторским коллективом (1970-е, Москва), реализован частично.

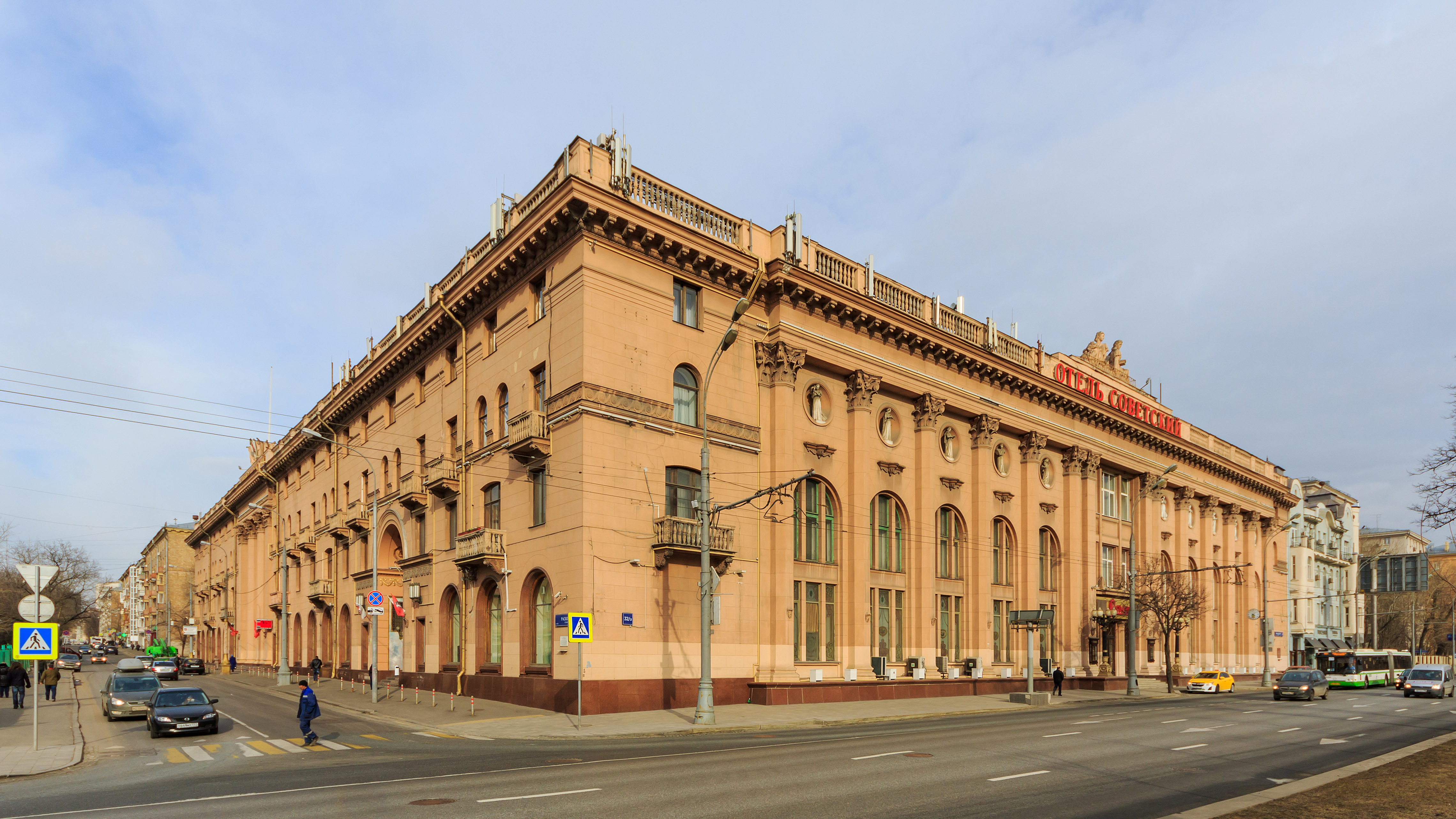
Гостиница «Советская»
Памятник М. Горькому в Нижнем Новгороде
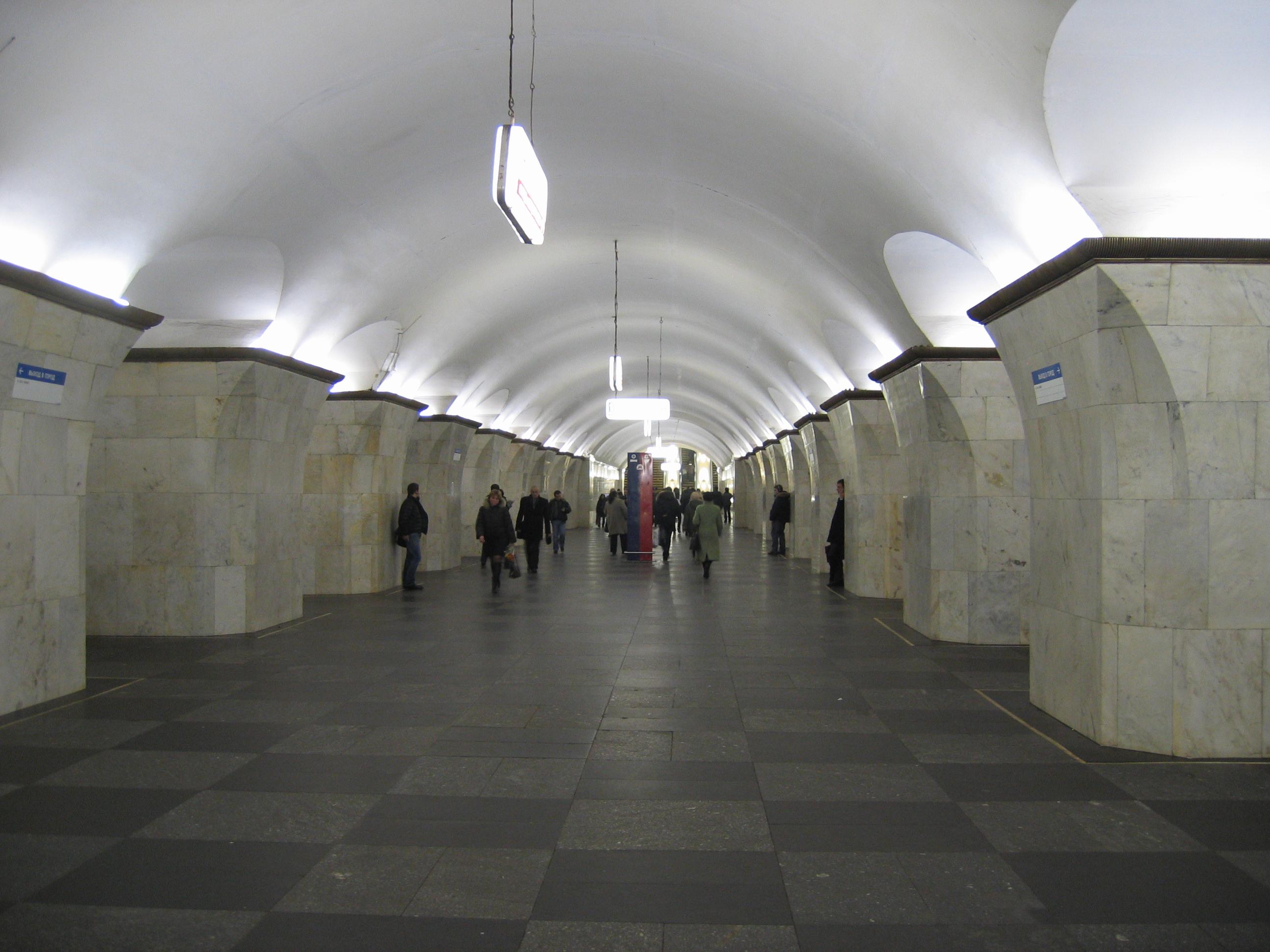
Станция метро «Проспект Мира»
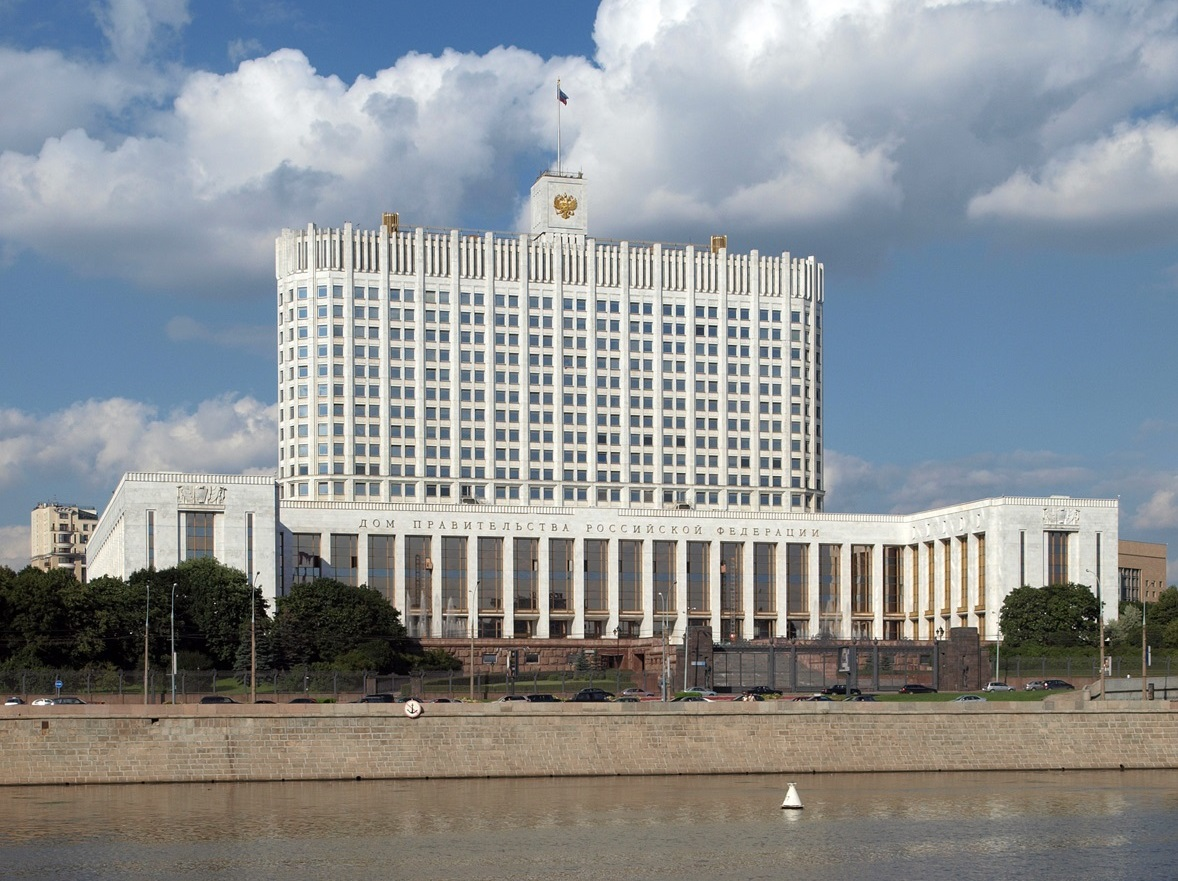
Дом Правительства Российской Федерации

## Спортивные достижения
Игрок сборной СССР по водному поло (состав: вратарь Валерий Буре, Василий Поджукевич, Владимир Китаев, Андрей Кистяковский, Александр Шумин, Павел Штеллер, Иван Толчин), выигравшей ряд международных матчей, в том числе в 1934 году матч со сборной Стокгольма, практически представлявшей собой сборную Швеции без Арне Борга — 8:1 (первый период, игравшийся по международным правилам — 2:1).
На чемпионате СССР по плаванию 1934 года выступал в составе команды профсоюзов:
 чемпион в комбинированной эстафете 4×100 м (В. Уваров, Н. Борисов, П. Штеллер, А. Шумин) — 4.48,7 (рекорд СССР);
 серебряный призёр в плавании на 100 м на боку — 1.10,2 — проиграл А. Шумину (1.09,7).
В составе сборной Ленинграды рекордсмен СССР в эстафетах:
|                         | Результат | Состав команды                                    | Дата             | Место     |
| ----------------------- | --------- | ------------------------------------------------- | ---------------- | --------- |
| 4×200 м вольным стилем  | 10.50,8   | П. Нейман, В. Поджукевич, П. Штеллер, В. Китаев   | 1934, 15 января  | Ленинград |
| 4×200 м вольным стилем  | 10.07,8   | П. Штеллер, А. Шумин, П. Нейман, В. Китаев        | 1934             | Ленинград |
| 4×100 м комбинированная | 4.59,3    | А. Шумин, П. Штеллер, Г. Остен-Сакен, В. Китаев   | 1931             | Москва    |
| 4×100 м комбинированная | 4.56,0    | А. Резников, А. Шумин, Г. Остен-Сакен, П. Штеллер | 1933, 26 февраля | Ленинград |

## Награды и премии
- заслуженный архитектор РСФСР (1971)
- Сталинская премия третьей степени (1951) — за архитектуру гостиницы «Советская» в Москве (1950)
- Ленинская премия (1962) — за архитектуру Кремлёвского дворца съездов
- Премия Совета Министров СССР[15]
- орден «Знак Почёта»[5] и медали